# Rokavice z obteženimi členki
Rokavice z obteženimi členki, znane tudi kot SAP rokavice, so tip orožja za bližinjski boj. So na videz običajne rokavice, narejene iz usnja ali sintetičnega materiala s svincem ali jeklom v prahu, ki je všit v posebne vrečke, ki pokrivajo členke in pogosto tudi zadnji del prstov in pesti. V nekaterih primerih je to očitno, v drugih pa so narejene tako, da je rokavica videti kot navadna rokavica, kar nosilcu omogoča, da jih nosi v javnosti, brez da bi vzbujal sum. Običajno jih nosijo varnostniki in redarji ali drugo varnostno osebje, ki pri opravljanju svoje službe pričakujejo fizično posredovanje.

## Uporaba
Namen teh rokavic je tako obrambne in napadalne narave. Pri napadu metalni prah doda maso in torej kinetično energijo udarcu s pestjo. Teža se prenese v udarec podobno kot pri udarcu s kijem, torej vnaša v udarec s pestjo razdiralno silo, ki povzroči nokaut. To je v nasprotje, kot pri udarcu z boksarjem, ko se sila udarca skoncentrira na majhno področje in tako povzroči poškodbo tkiva.
Primarna funkcija teh rokavic pa je zaščita pred poškodbo. Običajno lahko udarec z golo pestjo roko boleče poškoduje ali pa v primeru udarca v predel ust privede do infekcije, preneseno z nasprotnikovih zob. Sloj kovinskega prahu pa roko zaščiti pred poškodbami in je hkrati dovolj fleksibilen, da se lahko rokavica upogiba. S pravilno izvršenim udarcem lahko uporabnik brez poškodbe udari skozi steklo ali celo beton. Rokavica ščiti roko tudi pred zadanimi udarci, tako omogoči uporabniku da lahko blokira udarce, zadane s topimi predmeti, kot so npr. palice in kiji. To je tudi pomembno, če hoče uporabnik obdržati prijem, ki se ga skuša nasprotnik rešiti z udarci po roki. Nekateri vzorci vključujejo tudi kevlar, ki služi kot protivrezna zaščita.

## Legalnost
Za razliko od boksarja so obtežene rokavice na večini področjih zakonite, saj se jih zaradi obrambne narave šteje za manj smrtonosno orožje. V nekaterih juristikcijah so lahko omejene po splošnejših zakonih o nevarnem orožju npr. v Novi Južni Walesu so posebej označene kot prepovedano orožje.
V Združenih državah Amerike so obtežene rokavice nezakonite v zveznih državah Massachusetts in Kalifornija. V New Yorku obtežene rokavice niso posebej označene kot nezakonito orožje. Vendar pa so lahko nezakoniti, če jih imajo z namenom, da jih nezakonito uporabijo proti drugemu.
V Združenem kraljestvu so  rokavice z zaklopkami pravno na voljo v prosti prodaji. Vendar je posedovanje na javnem mestu brez razumnega izgovora nezakonito.
V Republiki Irski so rokavice z obteženimi členki razvrščene kot napadalno orožje in so nezakonite za proizvodnjo, uvoz, prodajo ali najem.